# Колясово
Коля́сово — деревня в Агалатовском сельском поселении Всеволожского района Ленинградской области.

## История
Деревня возникла в середине XIX века на месте безымянных строений мызы Вартемяки на дороге ведущей в господский двор графа Шувалова.
В 1896 году Колясово упоминается в «Списках населённых мест». 

КАЛЯСОВО — деревня на земле графа Шувалова при проселочной дороге, при пруде, 5 дворов, 23 м. п., 27 ж. п. — всего 50 чел. (1896 год)

В конце XIX — начале XX века деревня административно относилась к Вартемякской волости 4-го стана Санкт-Петербургского уезда Санкт-Петербургской губернии.
На карте деревня Колясово из 5 дворов упоминается в 1909 году. Часть населения деревни в начале века составляли переселенцы и потомки переселенцев из Финляндии, так называемые «финляндские карелы».

КОЛЯСОВО — деревня Скотнинского сельсовета Парголовской волости, 11 хозяйств, 34 души.

Из них: русских — 3 хозяйства, 9 душ;  финнов-ингерманландцев — 8 хозяйств, 25 душ. (1926 год)

По административным данным 1933 года деревня называлась Калясово и относилась к Скотнинскому финскому национальному сельсовету Куйвозовского финского национального района.

КОЛЯСОВО — деревня Скотнинского сельсовета Парголовского района, 38 чел. (1939 год)

Деревня Колясово на карте 1939 года

На картах 1930-х годов деревня Колясово не выделялась в отдельную и представляла собой юго-восточную часть деревни Нижние Станки, расположенную близ отметки высоты 34,5 м.
По данным 1966, 1973 и 1990 годов деревня Колясово входила в состав Вартемягского сельсовета.
В 1997 году в деревне Колясово Вартемягской волости проживал 1 человек, в 2002 году — 2 человека (1 — русский, 1 — финн). 
В 2007 году в деревне Колясово Агалатовского СП — 6, в 2010 году — 25 человек.

## География
Деревня находится в северо-западной части района к югу от автодороги 41К-066 (подъезд к ст. Ламбери), близ её пересечения с автодорогой А121 (Санкт-Петербург — Сортавала — автомобильная дорога Р-21 «Кола») «Сортавала».
Расстояние до административного центра поселения — 7 км.
Расстояние до ближайшей железнодорожной станции Парголово — 12 км.
Деревня находится к юго-востоку от деревни Вартемяги, в междуречье Охты и Пипполовки.

## Демография
| 1896 | 1926 | 1939 | 1997 | 2002 | 2007 | 2010 |
| ---- | ---- | ---- | ---- | ---- | ---- | ---- |
| 50   | ↘34  | ↗38  | ↘1   | ↗2   | ↗6   | ↗25  |
| 2011 | 2012 | 2013 | 2014 | 2017 |      |      |
| ↘10  | ↗11  | →11  | →11  | ↘6   |      |      |

Национальный состав
Согласно данным Всероссийской переписи населения 2021 года в деревне проживали 17 человек, из них:
 русские — 16, грузины — 1 человек.

## Инфраструктура
На 2014 год в деревне было учтено 5 домохозяйств.
На 2019 год в деревне было учтено 11 домохозяйств.
Близ деревни ведётся коттеджная застройка.